# Tanyptera indica
Tanyptera indica är en tvåvingeart som först beskrevs av Enrico Adelelmo Brunetti 1918.  Tanyptera indica ingår i släktet Tanyptera och familjen storharkrankar. Inga underarter finns listade i Catalogue of Life.